# Minaretul din Eger
Minaretul din Eger (în maghiară Egri minaret) este un monument istoric și de arhitectură din Eger. Acest minaret este cel mai nordic vestigiu arhitectural al dominației otomane în Europa.